# Gentianella junussovii
Gentianella junussovii är en gentianaväxtart som först beskrevs av M.G. Pachomova och Tajdshan, och fick sitt nu gällande namn av S.K. Czerepanov. Gentianella junussovii ingår i släktet gentianellor, och familjen gentianaväxter. Inga underarter finns listade i Catalogue of Life.